# 董其奇
董其奇，美籍华人技术高管、企业家，科技领域的资深专家和商业领导者，在核心银行系统领域造诣深厚，拥有超过35年国内外工作经验。

## 生平
生于中国上海，祖籍宁波。1977年，考入中国科技大学，1982年获中科大地球和空间科学系理学学士学位。1984年，留学美国。1988年，获得美国贝勒大学（Baylor University）物理学博士学位。曾任中电金信核心业务系统总架构师，车百智能网联研究院首席科学家，华软科技CTO兼华软金科集团总裁，印度塔塔信息技术（中国）股份有限公司CEO，神州数码控股有限公司高级副总裁兼神州数码信息技术服务有限公司CEO，美国Sapient公司技术总监，美国花旗银行副总裁，美国Adrian College助理教授等职务。